# Kupowanie kompulsywne
Kupowanie kompulsywne – zachowanie odbiegające od normy, lekkomyślne, a nawet chorobliwe, charakteryzujące się nieodpartą chęcią robienia zakupów. To rodzaj postępowania, które określa się mianem uzależnienia, jest związane z sytuacją, kiedy zachowanie przestaje być dowolne, a staje się przymusowe. Kupowanie kompulsywne można leczyć, podobnie jak inne uzależnienia, za pomocą terapii. Istotna w tym wypadku jest właściwa diagnoza przyczyn, które spowodowały występowanie tego rodzaju zachowania.  

## Cechy osób uzależnionych
- czerpią radość z samego chodzenia po sklepach,
- pragnienie zakupu jest bardzo silne, nie interesuje ich przedmiot zakupu,
- służy do redukowania stresu, lęku, nudy depresji,
- liczy się sam akt kupowania i związana z nim satysfakcja,
- brak przemyśleń o konsekwencjach dokonywanego zakupu,
- kupują rzeczy, na które ich nie stać, popadając w coraz większe długi

## Cechy fenomenologiczne kompulsywnego kupowania
Oprócz tradycyjnego sposobu robienia zakupów, które uległy metamorfozie na skutek wpływu reklam TV, bilbordów, a także metod płatności, wyróżniamy zakupy:
- drogą elektroniczną (e-commerce) – jest to bardzo rozpowszechniony sposób, gdyż wystarczy znaleźć odpowiadający nam produkt i kliknąć „kup”,
- za pośrednictwem stacji telewizyjnych oraz przez telefon (telemarketing) – metoda ta sprzyja kupowaniu ponieważ można dokonać zakupu nie wychodząc z domu, a opłaty można uiścić za pomocą karty kredytowej,
- licytacje (on-line),

Wszystkie wymienione formy umożliwiają zakupy, ale sprzyjają kupowaniu kompulsywnemu, osoba cierpiąca na takie zaburzenie może bez obaw przed rozpoznaniem dokonać zakupu, a także bez obaw przed zamknięciem sklepu.

## Rodzaje produktów cieszących się szczególnym powodzeniem u nabywców kompulsywnych
Według Sorrentino (2001) neurologa typy produktów najchętniej wybieranych przez kompulsywnych można podzielić na cztery kategorie.
1. kategoria - zbieracze – wybierają tylko konkretne przedmioty (kobiety- kupują najczęściej produkty poprawiające ich wygląd zewnętrzny i poprawi ich atrakcyjność, np. torebka, kosmetyki, mężczyźni częściej kupują przedmioty, które wiążą się z poczuciem władzy np. telefony komórkowe )
2. kategorie - wszystkożercy – kupują wszystko,
3. kategoria - łowcy promocji – kupują wszystko po okazyjnej cenie,
4. kategoria - wirtualni nabywcy – kupujący tylko przez Internet, także „ściąganie” muzyki i filmów, które poprawiają nastrój niemal natychmiast.

## Diagnoza
Kompulsywne kupowanie może być diagnozowane w oparciu o następujące kryteria:
- niska samoocena
- zazdrość
- kompleks kastracyjny u kobiet - poczucie bezużyteczności, nieodpowiedzialności, upokorzenia.
- obawa przed kastracją, wynikająca z dzieciństwa w dorosłym
- mechanizm egodystoniczny związany z zakłóceniem autonomii polegające na oddzieleniu zachowania od jego rzeczywistej motywacji, czyli
- może być spowodowane równymi problemami w różnych sferach życiowych
- agresja związana z chęcią posiadania pieniędzy na zakupy.

## Leczenie
Natręctwa kupowania tak samo jak depresję leczyć można za pomocą leków z grupy SSRI, które wydłużają czas działa serotoniny, polepszają czas działania w centralnym systemie nerwowym oraz uniemożliwiają przechwytywanie.
Kupowanie kompulsywne można leczyć za pomocą leków z grupy SSRI, wynika badań wskazują, że podając leki z tej grupy ponad 70% uzależnionych od kupowania osób zdrowieje. Oprócz farmakologicznego zajęcia należy również walczyć za pomocą psychoterapii. Sorrentino (2003) twierdzi, że chory powinien unikać samotnego krążenia po sklepach i robić to w towarzystwie innej osoby znającej jego problem.
Podejście strategiczne i poznawczo-behawioralne mówi o zalecaniu objawu opierając się na założeniu że narzucanie zakazów jest bezcelowe, ponieważ pobudza do ich łamania. Przykładem zalecenia objawu jest sytuacja, w której terapeuta mówi do pacjenta: "Albo powstrzymasz się od kupowania, albo musisz kupić co najmniej 10 sztuk tego samego produktu. Inne poznawczo-behawioralne sposoby w przydatne w leczeniu natręctw zakupów są:
- relaksacja mięśniowa
- desensytyzacja systematyczna

## Inne sposoby radzenia sobie z tendencją do zakupów kompulsywnych
- płatności gotówką i zniszczenie kart płatniczych,
- sporządzanie listy zakupów,
- oglądanie wystaw sklepowych dopiero po zamknięciu sklepów,
- odłożenie zakupów po podróży gdyż przed podróżą jest się bardziej skłonnym do zakupów,
- kiedy odczuwa się chęć kupowania iść na spacer lub wykonywać ćwiczenia fizyczne,
- uczestniczenie w spotkaniach z innymi ludzi z tym samym problemem tzw. grup wsparcia.